# Championnat de France d'échecs
Le championnat de France d'échecs est organisé chaque année par la Fédération française des échecs afin de désigner le champion de France.

## 1880, 1881 et 1883: les tournois précurseurs
Les tournois nationaux étaient organisés à Paris, au-dessus du café de la Régence.
| Année | Champion         | 2e                      | 3e                      | Lieu de la compétition |
| ----- | ---------------- | ----------------------- | ----------------------- | ---------------------- |
| 1880  | Samuel Rosenthal | Albert Clerc            | Jules Arnous de Rivière | Paris                  |
| 1881  | Edward Chamier   | Jules Arnous de Rivière | Hercule Antoine Goudjou | Paris                  |
| 1883  | Albert Clerc     | Jules Arnous de Rivière | Hercule Antoine Goudjou | Paris                  |

## 1903 et 1914: « championnats de France des amateurs »
Arcachon 1903 est l'ancêtre du championnat de France.
Lyon 1914 est considéré comme le premier championnat de France officieux mais n'est pas comptabilisé par la FFE, qui n'a été créée qu'en 1921.
Il commença le 26 juillet, avec deux rondes par jour. La dernière ronde du tournoi eut lieu le 31 juillet, la veille de la mobilisation générale pour la Première Guerre mondiale (le 1er août à 16 h). La réunion de clôture durant laquelle la Fédération française des échecs devait être créée, fut annulée.
| Année | Champion        | 2e                  | 3e                    | Lieu de la compétition |
| ----- | --------------- | ------------------- | --------------------- | ---------------------- |
| 1903  | Adolphe Silbert | Henri Delaire       | Gabriel de Rauglaudre | Arcachon               |
| 1914  | Alphonse Goetz  | Alexandre Téléguine | Frédéric Lazard       | Lyon                   |

## Championnats de France officiels (depuis 1923)

### Multiples vainqueurs du championnat mixte
8 titres (dont cinq consécutifs)
Étienne Bacrot (1999, 2000, 2001, 2002, 2003, 2008, 2012 et 2017)
6 titres
- Maurice Raizman (1932, 1934, 1936, 1946, 1951 et 1952)
- César Boutteville (1945, 1950, 1954, 1955, 1959 et 1967)

4 titres
- Amédée Gibaud (1928, 1930, 1935 et 1940)
- Jean-Luc Seret (1980, 1981, 1984 et 1985)

3 titres
- Robert Crépeaux (1924, 1925, 1941)
- André Chéron (1926, 1927, 1929)
- Aristide Gromer (1933, 1937, 1938)
- Jean-Claude Letzelter (1968, 1971, 1974)
- Marc Santo-Roman (1990, 1991, 1994)
- Christian Bauer (1996, 2012 et 2015)
- Maxime Vachier-Lagrave (2007, 2011, 2012)

2 titres
- Volf Bergraser (1957 et 1966)
- André Thiellement (1962 et 1963)
- Guy Mazzoni (1961 et 1965)
- Aldo Haïk (1972 et 1983)
- Nicolas Giffard (1978 et 1982)
- Gilles Mirallès (1986 et 1989)
- Joël Lautier (2004 et 2005)
- Vladislav Tkachiev (2006 et 2009)
- Laurent Fressinet (2010 et 2014)
- Jules Moussard (2022 et 2024)

### Palmarès mixte

#### 1923 à 1959
Le premier championnat officiel eut lieu en 1923 à Paris. Il ne réunit que quatre compétiteurs (Renaud, Muffang, Michel et Bertrand) dans un tournoi à deux tours.
Le deuxième championnat, de 1924, réunit 13 participants dans un tournoi toutes rondes ; les trois premiers finissant ex æquo, Robert Crépeaux obtient le titre au départage.
Le premier championnat de l'après-Seconde Guerre mondiale, en 1945, est un tournoi à deux tours avec six participants : Boutteville, Daniel, Rometti, Aubert, Vertadier et Ghestem.
Jusqu'en 1959, les championnats de France sont des tournois toutes rondes à l'exception du championnat de 1951 qui est organisé suivant le système suisse en neuf rondes avec 14 participants.
| Édition Année | Édition Année | Champion                                                  | Deuxième(s)                                   | Troisième(s)                                                          | Lieu de la compétition | Joueurs     |
| ------------- | ------------- | --------------------------------------------------------- | --------------------------------------------- | --------------------------------------------------------------------- | ---------------------- | ----------- |
| 1             | 1923          | Georges Renaud                                            | André Muffang                                 | Edmond Michel                                                         | Paris                  | 4           |
| 2             | 1924          | Robert Crépeaux (vainqueur au départage Sonneborn-Berger) | Henri Bertrand (ex æquo)                      | Amédée Gibaud (ex æquo)                                               | Strasbourg             | 13          |
| 3             | 1925          | Robert Crépeaux                                           | Frédéric Lazard Adolphe Silbert               |                                                                       | Nice                   | 9           |
| 4             | 1926          | André Chéron                                              | Frédéric Lazard (ex æquo)                     | Aristide Gromer                                                       | Biarritz               | 9           |
| 5             | 1927          | André Chéron                                              | Maurice Polikier                              | Adolphe Fabre                                                         | Chamonix               | 9           |
| 6             | 1928          | Amédée Gibaud                                             | Louis Betbeder                                | André Voisin                                                          | Marseille              | 9           |
| 7             | 1929          | André Chéron                                              | Aristide Gromer                               | Edmond BarthélemyLouis BetbederAmédée Gibaud                          | Saint-Claude           | 10          |
| 8             | 1930          | Amédée Gibaud                                             | Aristide Gromer                               | Robert CasierMaurice FauqueMaurice Polikier                           | Rouen                  | 10          |
| 9             | 1931          | André Muffang                                             | Maurice RaizmanAndré Thiellement              |                                                                       | Lille                  | 9           |
| 10            | 1932          | Maurice Raizman                                           | Aristide GromerBoris Golbérine                |                                                                       | La Baule               | 14          |
| 11            | 1933          | Aristide Gromer                                           | Robert Frentz                                 | Victor KahnFrédéric Lazard                                            | Sarreguemines          | 9           |
| 12            | 1934          | Victor Kahn                                               | Maurice Raizman (ex æquo)                     | Boris GolbérineAmédée Gibaud                                          | Paris                  | 10          |
| 13            | 1935          | Amédée Gibaud                                             | Lucien Jung.Nicola Barbatto Rometti           |                                                                       | Saint-Alban-les-Eaux   | 9           |
| 14            | 1936          | Maurice Raizman                                           | Amédée Gibaud                                 | Victor Kahn                                                           | Paris                  | 9           |
| 15            | 1937          | Aristide Gromer                                           | Amédée Gibaud                                 | Victor Kahn                                                           | Toulouse               | 8           |
| 16            | 1938          | Aristide Gromer (ex æquo, conserve son titre)             | Maurice Raizman (ex æquo)                     | Marius Gotti                                                          | Nice                   | 12          |
|               | 1939          | Non disputé                                               | Non disputé                                   | Non disputé                                                           | Non disputé            | Non disputé |
| 17            | 1940          | Amédée Gibaud                                             | non connu                                     | non connu                                                             | Nice                   | nc          |
| 18            | 1941          | Robert Crépeaux                                           | Roger Daniel                                  | Amédée Gibaud                                                         | Paris                  | 10          |
| 19            | 1942          | Roger Daniel                                              | Amédée Gibaud                                 | Henri Reyss                                                           | Paris                  | 10          |
| 20            | 1943          | Louis Bigot                                               | René Pillon                                   | Roger DanielCharles AubertNicola Barbatto RomettiPierre Vertadier     | Pau                    | 10          |
|               | 1944          | Non disputé                                               | Non disputé                                   | Non disputé                                                           | Non disputé            | Non disputé |
| 21            | 1945          | César Boutteville                                         | Roger Daniel (ex æquo)                        | Nicola Barbatto Rometti                                               | Roubaix                | 6           |
| 22            | 1946          | Maurice Raizman                                           | Louis Betbeder                                | Amédée Gibaud                                                         | Bordeaux               | 12          |
| 23            | 1947          | Maurice Raizman                                           | Amédée GibaudAristide GromerNicolas Rossolimo |                                                                       | Rouen                  | 10          |
| 24            | 1948          | Nicolas Rossolimo                                         | Georges NoradounguianLouis Bigot              |                                                                       | Paris                  | 8           |
| 25            | 1949          | Claude Hugot                                              | César Boutteville Roger Daniel                |                                                                       | Besançon               | 10          |
| 26            | 1950          | César Boutteville                                         | Claude Hugot                                  | Henri Pinson                                                          | Aix-en-Provence        | 10          |
| 27            | 1951          | Maurice Raizman                                           | Roger Daniel                                  | Chantal Chaudé de Silans Henri Lamérat Henri Pinson André Thiellement | Vichy                  | 14          |
| 28            | 1952          | Maurice Raizman                                           | André Thiellement César Boutteville           |                                                                       | Charleville            | 10          |
| 29            | 1953          | Xavier Tartakover                                         | Claude Hugot (ex æquo)                        | Jean Walter Dollstadt                                                 | Paris                  | 10          |
| 30            | 1954          | César Boutteville                                         | Guy Mazzoni                                   | Henry Catozzi                                                         | Marseille              | 10          |
| 31            | 1955          | César Boutteville                                         | David Galula                                  | André Thiellement Sylvain Burstein                                    | Toulouse               | 11          |
| 32            | 1956          | Pierre Rolland (vainqueur au départage Sonneborn-Berger)  | Claude Lemoine (ex æquo)                      | Gaston Wolf                                                           | Vittel                 | 11          |
| 33            | 1957          | Volf Bergraser                                            | César Boutteville                             | Claude Lemoine                                                        | Bordeaux               | 12          |
| 34            | 1958          | Claude Lemoine (vainqueur au départage Sonneborn-Berger)  | Michel Roos (ex æquo)                         | Nicola Barbatto Rometti                                               | Le Touquet             | 12          |
| 35            | 1959          | César Boutteville                                         | Claude Lemoine                                | Pierre Rolland                                                        | Reims                  | 11          |

#### 1961 à 1988
En 1963, à Paris, le championnat était un système suisse. Quatre joueurs finirent ex æquo avec 7,5 points sur 11 : Thiellement, Cormier, Rolland et Mazzoni. Rolland et Cormier ne purent participer au tournoi de départage qui avait lieu en novembre pendant la Toussaint. Le départage fut un match qui opposa Thiellement et Mazzoni et se termina par l'égalité 2 à 2. En conséquence, Thiellement qui était champion de France conserva son titre.
En 1964, M. Roos et Mazzoni finirent ex æquo à Montpellier. Le match de départage se termina par l'égalité 1 à 1 et Roos devint champion de France grâce à sa victoire contre Mazzoni lors de la quatrième ronde.
En 1971, le championnat de France était organisé suivant le système suisse (24 joueurs et 11 rondes) et les joueurs classés suivant le système Buchholz et non suivant le nombre de points.
En 1976, cinq joueurs terminèrent ex æquo. Chevaldonnet remporte le départage.
| Édition Année | Édition Année | Champion                                                | Deuxième(s)                      | Troisième(s)                                                | Lieu(x) de la compétition                 | Joueurs     |
| ------------- | ------------- | ------------------------------------------------------- | -------------------------------- | ----------------------------------------------------------- | ----------------------------------------- | ----------- |
|               | 1960          | Non disputé                                             | Non disputé                      | Non disputé                                                 | Non disputé                               | Non disputé |
| 36            | 1961          | Guy Mazzoni                                             | Pierre Rolland                   | Michel Roos Roger Ferry Clauce Conan                        | Paris                                     | 26          |
| 37            | 1962          | André Thiellement                                       | Pierre Rolland                   | Bernard Huguet George Noradounguian Roger Ferry             | Paris                                     | 24          |
| 38            | 1963          | André Thiellement (ex æquo, conserve son titre)         | Guy Mazzoni (ex æquo)            | Pierre RollandChristian Cormier (ex æquo)                   | Paris                                     | 26          |
| 39            | 1964          | Michel Roos                                             | Guy Mazzoni (ex æquo)            | André Thiellement                                           | Montpellier                               | 22          |
| 40            | 1965          | Guy Mazzoni                                             | César Boutteville Pierre Rolland |                                                             | Dunkerque                                 | 24          |
| 41            | 1966          | Volf Bergraser (vainqueur au départage)                 | Pierre Rolland (ex æquo)         | Michel Roos Roger Ferry                                     | Grenoble                                  | 24          |
| 42            | 1967          | César Boutteville                                       | Jean-Claude Letzelter            | Bernard Huguet                                              | Dieppe                                    | 24          |
| 43            | 1968          | Jean-Claude Letzelter                                   | Claude Conan                     | Michel Benoit                                               | Lyon                                      | 22          |
| 44            | 1969          | Jacques Planté                                          | Guy Mazzoni (ex æquo)            | Jacques Demarre Aldo Haïk Bernard Huguet                    | Pau                                       | 30          |
| 45            | 1970          | Jacques Maclès                                          | Bernard Huguet                   | Claude Ruff Maurice Raizman Jean-Luc Seret                  | Mulhouse                                  | 28          |
| 46            | 1971          | Jean-Claude Letzelter (vainqueur au départage Buchholz) | Jean-Luc Seret (ex æquo)         | Volf Bergraser Michel Roos                                  | Mérignac                                  | 24          |
| 47            | 1972          | Aldo Haïk                                               | Laurent Monnard                  | Francis Meinsohn                                            | Rosny-sous-Bois                           | 24          |
| 48            | 1973          | Michel Benoit                                           | Maurice Bessenay                 | Georges Noradounguian                                       | Vittel                                    | 24          |
| 49            | 1974          | Jean-Claude Letzelter                                   | Nicolas Giffard                  | Jean-Luc Seret                                              | Chambéry                                  | 24          |
| 50            | 1975          | Miodrag Todorcevic                                      | Jean-Luc Seret                   | Francis Meinsohn                                            | Dijon                                     | 26          |
| 51            | 1976          | François Chevaldonnet (après départages à 5)            | Nicolas Giffard (ex æquo)        | Louis Roos (3e-4e) Roland Weil (3e-4e) Pierre Meinsohn (5e) | Saint-Jean-de-Monts et Nantes (départage) | 24          |
| 52            | 1977          | Louis Roos                                              | Emmanuel Preissmann              | Nicolas Giffard                                             | Le Touquet                                | 24          |
| 53            | 1978          | Nicolas Giffard                                         | Richard Goldenberg               | Christian Lécuyer                                           | Castelnaudary                             | 24          |
| 54            | 1979          | Bachar Kouatly (après un match de départage)            | Didier Sellos (ex æquo)          | Daniel Roos                                                 | Courchevel et Lyon (départage)            | 26          |
| 55            | 1980          | Jean-Luc Seret (après départages à 3)                   | Thierry Manouck (ex æquo)        | Louis Roos (ex æquo)                                        | Puteaux et La Clusaz (départages)         | 26          |
| 56            | 1981          | Jean-Luc Seret (après un match de départage)            | Richard Goldenberg (ex æquo)     | Michel Roos                                                 | Vitrolles                                 | 28          |
| 57            | 1982          | Nicolas Giffard                                         | Christophe Bernard               | Thierry Manouck                                             | Schiltigheim                              | 28          |
| 58            | 1983          | Aldo Haïk (après un match de départage)                 | Pascal Herb (ex æquo)            | Gilles Mirallès                                             | Belfort et La Gacilly (départage)         | 18          |
| 59            | 1984          | Jean-Luc Seret                                          | Bachar Kouatly                   | Gilles Andruet                                              | Alès                                      | 28          |
| 60            | 1985          | Jean-Luc Seret (après un match de départage)            | Mehrshad Sharif (ex æquo)        | Gilles Andruet                                              | Clermont-Ferrand                          | 28          |
| 61            | 1986          | Gilles Mirallès (après un match de départage)           | Olivier Renet (ex æquo)          | Gilles Andruet                                              | Épinal                                    | 16          |
| 62            | 1987- 1988    | Christophe Bernard (après un match de départage)        | Gilles Andruet (ex æquo)         | Joël Lautier                                                | Rouen et Lyon (départage)                 | 30          |
| 63            | 1988          | Gilles Andruet                                          | Aldo Haïk                        | Jean-René Koch                                              | Val Thorens                               | 24          |

#### Depuis 1989
Étienne Bacrot remporta le premier de ses huit titres nationaux à seize ans, en 1999. Il remporta le titre cinq fois de suite de 1999 à 2003, puis en 2008, 2012 et 2017.
En 2012, la FFE décida d'annuler la dernière ronde du tournoi national à la suite du décès d'un enfant de Christian Bauer. Ce joueur quitte le tournoi alors qu'il est en tête, à égalité avec Romain Édouard, Maxime Vachier-Lagrave et Étienne Bacrot. Les départages sont aussi annulés à la demande d'Édouard, Vachier-Lagrave et Bacrot qui ne souhaitent pas y participer dans ces conditions. Le titre de Champion de France est donc attribué aux quatre joueurs arrivés en tête ex æquo.
De 2016 à 2019, le championnat de France est organisé suivant une formule resserrée en neuf jours : dix joueurs s'affrontent dans un tournoi toutes rondes.
De 2022 à 2024, le championnat est un tournoi à élimination directe avec 16 joueurs et un match pour la troisième place.
| Édition Année | Édition Année | Champion(s)                                                              | Deuxième(s)                      | Troisième(s)                 | Lieu de la compétition | Joueurs |
| ------------- | ------------- | ------------------------------------------------------------------------ | -------------------------------- | ---------------------------- | ---------------------- | ------- |
| 64            | 1989          | Gilles Mirallès                                                          | Jean-Luc Seret                   | Éric Prié                    | Épinal                 | 16      |
| 65            | 1990          | Marc Santo-Roman                                                         | Jean-René Koch                   | Gilles Mirallès              | Angers                 | 16      |
| 66            | 1991          | Marc Santo-Roman (après un match de départage)                           | Olivier Renet (ex æquo)          | Bachar Kouatly               | Montpellier            | 16      |
| 67            | 1992          | Manuel Apicella (après un match de départage)                            | Arnaud Hauchard (ex æquo)        | Éric Prié                    | Strasbourg             | 16      |
| 68            | 1993          | Emmanuel Bricard                                                         | Jean-Luc Chabanon                | Jean-René Koch               | Nantes                 | 16      |
| 69            | 1994          | Marc Santo-Roman (après un match de départage)                           | Manuel Apicella (ex æquo)        | Emmanuel Bricard             | Chambéry               | 16      |
| 70            | 1995          | Éric Prié                                                                | Mehrshad Sharif                  | Benoît Lepelletier           | Toulouse-Labège        | 16      |
| 71            | 1996          | Christian Bauer (19 ans)                                                 | Anatoli Vaisser                  | Éloi Relange                 | Auxerre                | 16      |
| 72            | 1997          | Anatoli Vaïsser                                                          | Darko Anic                       | Christian Bauer              | Narbonne               | 16      |
| 73            | 1998          | Iossif Dorfman                                                           | Étienne Bacrot                   | Anatoli Vaisser              | Méribel                | 16      |
| 74            | 1999          | Étienne Bacrot (16 ans et 8 mois)                                        | David Marciano                   | Christian Bauer              | Besançon               | 16      |
| 75            | 2000          | Étienne Bacrot                                                           | Iossif Dorfman                   | Jean-Marc Degraeve           | Vichy                  | 16      |
| 76            | 2001          | Étienne Bacrot (après départages à 3)                                    | Anatoli Vaisser (ex æquo)        | Jean-Marc Degraeve (ex æquo) | Marseille              | 16      |
| 77            | 2002          | Étienne Bacrot (après un match de départage)                             | Joël Lautier (ex æquo)           | Iossif Dorfman               | Val-d'Isère            | 12      |
| 78            | 2003          | Étienne Bacrot (après départages à 3)                                    | Joël Lautier (ex æquo)           | Andreï Sokolov (ex æquo)     | Aix-les-Bains          | 12      |
| 79            | 2004          | Joël Lautier                                                             | Laurent Fressinet                | Iossif Dorfman               | Val-d'Isère            | 12      |
| 80            | 2005          | Joël Lautier                                                             | Andreï Sokolov                   | Maxime Vachier-Lagrave       | Chartres               | 12      |
| 81            | 2006          | Vladislav Tkachiev (après départage)                                     | Laurent Fressinet (ex æquo)      | Robert Fontaine              | Besançon               | 12      |
| 82            | 2007          | Maxime Vachier-Lagrave (16 ans et 10 mois) (après un match de départage) | Vladislav Tkachiev (ex æquo)     | Andreï Sokolov               | Aix-les-Bains          | 12      |
| 83            | 2008          | Étienne Bacrot (après un match de départage)                             | Maxime Vachier-Lagrave (ex æquo) | Laurent Fressinet            | Pau                    | 12      |
| 84            | 2009          | Vladislav Tkachiev                                                       | Maxime Vachier-Lagrave           | Laurent Fressinet            | Nîmes                  | 12      |
| 85            | 2010          | Laurent Fressinet (après un match de départage)                          | Romain Édouard (ex æquo)         | Étienne Bacrot               | Belfort                | 12      |
| 86            | 2011          | Maxime Vachier-Lagrave                                                   | Laurent Fressinet                | Étienne Bacrot               | Caen                   | 12      |
| 87            | 2012          | Romain Édouard Maxime Vachier-Lagrave Christian Bauer Étienne Bacrot     | Titre partagé                    | Titre partagé                | Pau                    | 12      |
| 88            | 2013          | Hicham Hamdouchi (après départage)                                       | Jean-Marc Degraeve (ex æquo)     | Andreï Sokolov               | Nancy                  | 12      |
| 89            | 2014          | Laurent Fressinet                                                        | Étienne Bacrot                   | Romain Édouard               | Nîmes                  | 12      |
| 90            | 2015          | Christian Bauer (après départage)                                        | Tigran Gharamian (ex æquo)       | Étienne Bacrot               | Saint-Quentin          | 12      |
| 91            | 2016          | Matthieu Cornette                                                        | Yannick Gozzoli                  | Jean-François Jolly          | Agen                   | 10      |
| 92            | 2017          | Étienne Bacrot (après départage)                                         | Laurent Fressinet (ex æquo)      | Tigran Gharamian             | Agen                   | 10      |
| 93            | 2018          | Tigran Gharamian (après départages à 3)                                  | Romain Édouard (ex æquo)         | Yannick Gozzoli (ex æquo)    | Nîmes                  | 10      |
| 94            | 2019          | Maxime Lagarde (après départage)                                         | Laurent Fressinet (ex æquo)      | Jules Moussard               | Chartres               | 10      |
| 95            | 2022          | Jules Moussard                                                           | Étienne Bacrot                   | Laurent Fressinet            | Albi                   | 16      |
| 96            | 2023          | Yannick Gozzoli                                                          | Romain Édouard                   | Maxime Lagarde               | Alpe d'Huez            | 16      |
| 97            | 2024          | Jules Moussard                                                           | Laurent Fressinet                | Romain Édouard               | Alpe d'Huez            | 16      |

## Tournoi national féminin

### Multiples championnes de France
7 titres
- Almira Skripchenko (en 2004, 2005, 2006, 2010, 2012, 2015 et 2022)

6 titres
- Sophie Milliet (en 2003, 2008, 2009, 2011, 2016 et 2017)

5 titres
- Milinka Merlini (en 1975, 1976, 1977, 1978 et 1980)
- Christine Flear (née Christine Leroy, en 1985[37] ; 1991, 1994, 1998 et 1999)

4 titres
- Marie-Jeanne Frigard (en 1924, 1925, 1926 et 1927)

3 titres de championne de France et 5 titres de championne internationale
- Paulette Schwartzmann (en 1933, 1935 et 1938), également vainqueur hors concours du tournoi international en 1925, 1927, 1928, 1929 et 1931

3 titres
- Jeanne d'Autremont (en 1928, 1929 et 1932)
- Julia Lebel-Arias (en 1983, 1986 et 1990)
- Claire Gervais (en 1992, 1993 et 1996)

3 titres de championne du tournoi international
L'Italienne Alice Tonini, qui jouait hors concours, a terminé trois fois première du tournoi international de Paris (en 1932, 1933 et 1934), le titre de championne de France revenant à la première Française.
2 titres
- Henriette Vazeille (en 1955 et 1957)
- Sabine Fruteau (en 1987 et 1989)
- Marie Sebag (en 2000 et 2002)
- Nino Maisuradze (en 2013 et 2014)
- Pauline Guichard (en 2018 et 2019)

### 1924 à 1936: tournois internationaux disputés à Paris
En 1924, après une première phase éliminatoire où participaient douze concurrentes, la finale du premier championnat se disputait à Paris entre quatre joueuses. Mme Jeanne Léon-Martin, collaboratrice des plus grands journaux de Paris, fut en même temps l'organisatrice de ce premier championnat de France féminin auquel elle participa elle-même, du 20 janvier au 10 février 1924. Trois joueuses terminèrent à la première place et disputèrent un départage à trois. Marie-Jeanne Frigard finit première et devient la première championne de France. Paulette Schwartzmann d'origine russe mais non naturalisée française finit deuxième. Elle ne fut naturalisée qu'en 1933. La première joueuse non française recevait le titre de « championne du tournoi international » ou de « championne internationale ».
En 1932 et 1933, Chantal Chaudé de Silans (appelée de Silans à l'époque) finit quatrième du championnat de France à  treize ans et quatorze ans.
| Année | Championne de France              | Vainqueur du tournoi international | Deuxième(s)                           | Troisième(s)                   | Quatrième(s)                                |
| ----- | --------------------------------- | ---------------------------------- | ------------------------------------- | ------------------------------ | ------------------------------------------- |
| 1924  | Marie Jeanne Frigard              | Marie Jeanne Frigard               | Paulette Schwartzmann (Russie)        | Mary Lagache                   | Mme d'Ammann                                |
| 1925  | Marie Jeanne Frigard              | Paulette Schwartzmann (Russie)     | Marie Jeanne Frigard                  | Sonia Schwartzmann             | Mlle Gérard                                 |
| 1926  | Marie Jeanne Frigard              | Marie Jeanne Frigard               | Paulette Schwartzmann (Russie)        | Mme Bastin                     | Mme d'Amman                                 |
| 1927  | Marie Jeanne Frigard              | Paulette Schwartzmann (Russie)     | Marie Jeanne Frigard                  | Louise Pape Jeanne d’Autremont |                                             |
| 1928  | Jeanne d'Autremont                | Paulette Schwartzmann (Russie)     | Jeanne d'Autremont                    | Louise Pape Mme Duelli         |                                             |
| 1929  | Jeanne d'Autremont                | Paulette Schwartzmann (Russie)     | Jeanne d'Autremont Sonia Schwartzmann |                                | Alice Tonini (Italie)                       |
| 1931  | Louise Pape                       | Paulette Schwartzmann (Russie)     | Louise Pape                           | Alice Tonini (Italie)          | Jeanne d'Autremont                          |
| 1932  | Jeanne d'Autremont (covainqueur)  | Alice Tonini (Italie)              |                                       | Paulette Schwartzmann (Russie) | Chantal de Silans                           |
| 1933  | Paulette Schwartzmann             | Alice Tonini (Italie)              | Paulette Schwartzmann                 | Jeanne d'Autremont             | Chantal de Silans                           |
| 1934  | Maud Flandin                      | Alice Tonini (Italie)              | Maud Flandin                          | Paulette Schwartzmann          | Delamarre de Monchaux Mme Jacobson Valentin |
| 1935  | Paulette Schwartzmann             | Paulette Schwartzmann              | Maud Flandin                          | Sonia Schwartzmann             | Louise Pape                                 |
| 1936  | Chantal Chaudé de Silans (17 ans) | Chantal Chaudé de Silans (17 ans)  | Paulette Schwartzmann                 | Sonia Schwartzmann             | Louise Pape                                 |

### 1937 à 1957
En 1937, la fédération décida d'organiser le championnat non plus à Paris mais à Toulouse en même temps que le championnat masculin. Cependant les joueuses parisiennes (dont les précédentes championnes Chantal Chaudé de Silans et Paulette Schwartzmann), ne se déplacèrent pas. Seules trois joueuses (Anglès d'Auriac, Cazenave et Zimmermann) disputèrent le tournoi qui fut organisé en quatre tours. En 1938, le championnat fut à nouveau disputé en province (à Nice) et seule Paulette Schwartzmann se présenta et fut sacrée championne de France.
| Année                      | Championne            | Deuxième(s)           | Troisième(s)                                   | Lieu de la compétition | Joueuses |
| -------------------------- | --------------------- | --------------------- | ---------------------------------------------- | ---------------------- | -------- |
| 1937                       | Mme Anglès d'Auriac   | Cazenave              | Zimmermann                                     | Toulouse               | 3        |
| 1938                       | Paulette Schwartzmann |                       |                                                | Nice                   | 1        |
| 1939 et 1940 : non disputé |                       |                       |                                                |                        |          |
| 1941                       | Germaine Long         | Jeanne Le Bey Taillis | Delamarre de Monchaux Mme Saint Grace Alekhine | Paris                  | 5        |
| 1942                       | Mme Duval             | Germaine Long         | Delamarre de Monchaux                          | Paris                  | 5        |
| 1943                       | Suzanne Dehelly       | Germaine Long         | Lecour                                         | Paris                  | 5        |
| 1944 à 1954 : non disputé  |                       |                       |                                                |                        |          |
| 1955                       | Henriette Vazeille    | De Rosen              | Joly                                           | Toulouse               | 5        |
| 1956                       | Isabelle Choko        | Henriette Vazeille    | Larralde                                       | Vittel                 | 6        |
| 1957                       | Henriette Vazeille    | Larralde Daydé        |                                                | Bordeaux               | 5        |

### Depuis 1975
| Année                     | Championne                                       | Deuxième                             | Troisième(s)                       | Lieu de la compétition             | joueuses                           |
| ------------------------- | ------------------------------------------------ | ------------------------------------ | ---------------------------------- | ---------------------------------- | ---------------------------------- |
| 1958 à 1974 : non disputé |                                                  |                                      |                                    |                                    |                                    |
| 1975                      | Milinka Merlini                                  | Josiane Legendre                     | Nicole Tagnon Béatrice Torrès      | Paris                              | 13                                 |
| 1976                      | Milinka Merlini                                  | Nicole Tagnon                        | Monique Ruck-Petit                 | Saint-Jean-de-Monts                | 18                                 |
| 1977                      | Milinka Merlini                                  | Nicole Tagnon                        | Josiane Legendre                   | Le Touquet                         | 12                                 |
| 1978                      | Milinka Merlini                                  | n. c.                                | n. c.                              | Castelnaudary                      | ?                                  |
| 1979                      | Monique Ruck-Petit                               | Nina Boulongne                       | Martine Schall                     | Courchevel                         | 11                                 |
| 1980                      | Milinka Merlini                                  | Martine Schall                       | Josiane Legendre Sabine Warkentin  | Paris                              | 7                                  |
| 1981                      | Josiane Legendre (au départage Sonneborn-Berger) | Nina Evtouchenko-Boulongne (ex æquo) | Nicole Tagnon (ex æquo)            | Orange                             | 10                                 |
| 1982                      | Martine Dubois                                   | Monique Ruck-Petit                   | Milinka Merlini                    | Orange                             | 12                                 |
| 1983                      | Julia Lebel-Arias                                | Nicole Tagnon                        | Martine Dubois                     | Montpellier                        | 10                                 |
| 1984                      | Isabelle Kientzler (12 ans)                      | Monique Ruck-Petit                   | Martine Dubois                     | Loches                             | 10                                 |
| 1985                      | Christine Leroy                                  | Isabelle Kientzler                   | Martine Dubois                     | Lille                              | 10                                 |
| 1986                      | Julia Lebel Arias                                | Milinka Merlini                      | Nicole Tagnon                      | Orange                             | 9                                  |
| 1987                      | Sabine Fruteau (15 ans)                          | Gabrielle Winkler                    | Elyse Dubreuil                     | Baud                               | 10                                 |
| 1988                      | non disputé (faute d'organisateur)               | non disputé (faute d'organisateur)   | non disputé (faute d'organisateur) | non disputé (faute d'organisateur) | non disputé (faute d'organisateur) |
| 1989                      | Sabine Fruteau                                   | Martine Dubois                       | Julia Lebel Arias Ania Otwinowska  | Orange                             | 10                                 |
| 1990                      | Julia Lebel Arias                                | Martine Dubois                       | Gabrielle Winkler                  | Challes-les-Eaux                   | 9                                  |
| 1991                      | Christine Flear                                  | Nicole Tagnon                        | Julia Lebel Arias                  | Montpellier                        | 12                                 |
| 1992                      | Claire Gervais (16 ans) (au départage)           | Sabine Fruteau (ex æquo)             | Raphaëlle Bujisho                  | Le Havre                           | 12                                 |
| 1993                      | Claire Gervais                                   | Sabine Fruteau                       | Virginie Mora                      | Nantes                             | 12                                 |
| 1994                      | Christine Flear                                  | Martine Dubois                       | Raphaëlle Bujisho                  | Chambéry                           | 11                                 |
| 1995                      | Raphaëlle Bujisho                                | Sabine Fruteau                       | Claire Gervais                     | Labège                             | 12                                 |
| 1996                      | Claire Gervais                                   | Christine Flear                      | Malina Nicoara-Etchegaray          | Montpellier                        | 10                                 |
| 1997                      | Malina Nicoara                                   | Christine Flear                      | Martine Dubois                     | Bastia                             | 10                                 |
| 1998                      | Christine Flear (après départage)                | Raphaëlle Delahaye (ex æquo)         | Claire Gervais                     | Méribel                            | 12                                 |
| 1999                      | Christine Flear                                  | Malina Nicoara                       | Maria Nepeina-Leconte              | Besançon                           | 12                                 |
| 2000                      | Marie Sebag (13 ans)                             | Anne Muller                          | Marina Costagliola                 | Vichy                              | 12                                 |
| 2001                      | Maria Leconte                                    | Marie Sebag                          | Roza Te-Lallemand                  | Marseille                          | 12                                 |
| 2002                      | Marie Sebag                                      | Christine Flear                      | Raphaëlle Delahaye                 | Val-d'Isère                        | 12                                 |
| 2003                      | Sophie Milliet                                   | Silvia Collas                        | Roza Te-Lallemand                  | Besançon                           | 12                                 |
| 2004                      | Almira Skripchenko                               | Sophie Milliet                       | Silvia Collas                      | Val-d'Isère                        | 12                                 |
| 2005                      | Almira Skripchenko                               | Sophie Milliet                       | Maria Leconte                      | Chartres                           | 12                                 |
| 2006                      | Almira Skripchenko                               | Pauline Guichard                     | Maria Leconte                      | Besançon                           | 12                                 |
| 2007                      | Silvia Collas (après départage)                  | Sophie Milliet (ex æquo)             | Pauline Guichard                   | Aix-les-Bains                      | 12                                 |
| 2008                      | Sophie Milliet                                   | Maria Leconte                        | Silvia Collas                      | Pau                                | 12                                 |
| 2009                      | Sophie Milliet                                   | Maria Leconte                        | Pauline Guichard                   | Nîmes                              | 6                                  |
| 2010                      | Almira Skripchenko                               | Sophie Milliet                       | Maria Leconte                      | Belfort                            | 6                                  |
| 2011                      | Sophie Milliet                                   | Nino Maisuradze                      | Andreea Bollengier                 | Caen                               | 6                                  |
| 2012                      | Almira Skripchenko                               | Sophie Milliet                       | Silvia Collas                      | Pau                                | 12                                 |
| 2013                      | Nino Maisuradze                                  | Mathilde Congiu                      | Sophie Milliet                     | Nancy                              | 12                                 |
| 2014                      | Nino Maisuradze                                  | Andreea Bollengier                   | Almira Skripchenko                 | Nîmes                              | 12                                 |
| 2015                      | Almira Skripchenko                               | Nino Maisuradze                      | Sophie Milliet                     | Saint-Quentin                      | 12                                 |
| 2016                      | Sophie Milliet (après départages à 3)            | Natacha Benmesbah (ex æquo)          | Almira Skripchenko (ex æquo)       | Agen                               | 10                                 |
| 2017                      | Sophie Milliet                                   | Cécile Haussernot                    | Silvia Collas                      | Agen                               | 10                                 |
| 2018                      | Pauline Guichard                                 | Sophie Milliet                       | Cécile Haussernot                  | Nîmes                              | 10                                 |
| 2019                      | Pauline Guichard (après départage)               | Sophie Milliet (ex æquo)             | Andreea-Cristiana Navrotescu       | Chartres                           | 10                                 |
| 2022                      | Almira Skripchenko                               | Natacha Benmesbah                    | Andreea-Cristiana Navrotescu       | Albi                               | 16                                 |
| 2023                      | Mitra Hejazipour                                 | Deimantė Cornette                    | Pauline Guichard                   | Alpe d'Huez                        | 16                                 |
| 2024                      | Deimante Daulyte-Cornette                        | Pauline Guichard                     | Sophie Milliet                     | Alpe d'Huez                        | 16                                 |

## Championnat de France d'échecs par correspondance
La Fédération française des échecs (FFE) crée la section des échecs par correspondance en 1921. En 1929, elle organise le premier championnat de France par correspondance qu'Amédée Gibaud gagne.
Après une restructuration en 1937, l'Association des joueurs d'echecs par correspondance (AJEC) est née.
La liste suivante donne le noms de tous les champions :
1. Amédée Gibaud (1929-1931)
2. Amédée Gibaud (1931-1932)
3. Amédée Gibaud (1932-1933)
4. Pierre Bos (1934-1935)
5. Paul Evrard (1936-1937)
6. Louis Joinaux (1937-1938)
7. Adolphe Viaud (1938-1939)
8. Roger Daniel (1941-1942)
9. Louis Bigot (1942-1943)
10. Georges Renaud (1944-1945)
11. Louis Bigot (1945-1946)
12. Henri Pinson (1946-1947)
13. Henri Pinson (1947-1948)
14. Henri Pinson (1948-1949)
15. Henri Evrard (1949-1950)
16. Rene Pillon (1950-1951)
17. Volf Bergraser (1951-1952)
18. Volf Bergraser (1952-1953)
19. Volf Bergraser (1953-1954)
20. André Sansas (1954-1955)
21. Lucien Guillard (1955-1956)
22. Michel Roos (1956-1957)
23. Henri Sapin (1957-1958)
24. Gabriel Javelle (1958-1959)
25. Jacques Jaudran (1959.1960)
26. Gabriel Javelle (1960-1961)
27. Jean Leplay (1961-1962)
28. C Cormier (1962-1963)
29. Jean Leplay (1963-1954)
30. Roger Le Guichaoua (1964-1965)
31. Raymond Rusinek (1965-1966)
32. Théo Barchschmidt (1966-1967)
33. Robert Dubois (1967-1968)
34. Marcel Roque (1968-1969)
35. Roger Gastine (1969-1970)
36. Jean Gonzalez-Gil (1970-1971)
37. Henri Pinson (1971-1972)
38. Jacques Lemaire (1972-1973)
39. Alain Dulhauste (1973-1974)
40. Gerard Talvard (1974-1975)
41. Alain Biaux (1975-1976)
42. Marcel Roque (1976-1977)
43. Richard Goldenberg (1977-1978)
44. Jean-Marc Masurel (1978-1979)
45. Patrice Belluire (1979-1980)
46. Edmond Stawiarsky (1980-1981)
47. Francis Farcy (1981-1982)
48. Christian Delmas (1982-1983)
49. Claude Jean (1983-1984)
50. Jacques Derondier (1984-1985)
51. Jean-Louis Carniol (1986-1987)
52. Eric Boulard (1987-1988)
53. Laurent Pécot (1988-1989)
54. Emmanuel Daillet (1989-1990)
55. Roger Druon (1990-1991)
56. Claude Jean (1991-1992)
57. Daniel Baron (1992-1993)
58. Brice Boissel (1993-1994)
59. Patrick Spitz (1994-1995)
60. Christophe Léotard (1995-1996)
61. Christophe Léotard (1996-1997)
62. Christophe Léotard (1997-1998)
63. Eric Ruch (1998-1999)
64. Jean-Charles Horchman (1999-2000)
65. Bruno Dieu (2000-2001)
66. Eric Gorge (2001-2002)
67. Eric Gorge (2002)
68. Robert Serradimigni (2003)
69. Philippe Chopin (2004)
70. Jean-Marie Barré (2005)
71. Patrick Thirion (2006)
72. Xavier Pichelin (2007)
73. Christophe Jaulneau (2008)
74. Philippe Tombette (2009)
75. Claude Oger (2010)
76. David Roubaud (2011)
77. Pascal Roques (2012)
78. Xavier Merrheim (2013)
79. David Roubaud (2014)
80. Laurent Nouveau (2015)
81. Gilles Hervet (2016)
82. Alexandre Duchardt (2017)
83. Brice Fonteneau (2018)
84. Alexandre Duchardt (2019)
85. Bernard Garau (2020)
86. Marc Schaub (2021)
87. Stéphane Renard (2022)